# 대구동부고등학교
대구동부고등학교(大邱東部高等學校)는 대구광역시 동구 각산동에 있는 사립 고등학교이다.

## 학교 연혁
- 1987년 4월 13일 : 학교법인 춘강교육재단 설립 인가
- 1987년 4월 13일 : 초대 박성형 이사장 취임
- 1987년 10월 26일 : 신라여자종합고등학교 설립 인가(24학급 보통과 15학급, 상업과 9학급)
- 1988년 3월 1일 : 신라여자종합고등학교 개교
- 1988년 3월 1일 : 초대 이원성 교장 취임
- 1988년 3월 3일 : 제1회 입학식(8학급 448명)
- 1988년 5월 15일 : 교사 준공식 거행 (연건평 8,961m2)
- 1996년 3월 1일 : 대구동부여자고등학교로 학교 명칭 변경
- 1997년 3월 18일 : 축구부 창단
- 2004년 3월 1일 : 대구동부고등학교로 학교 명칭 변경
- 2014년 6월 13일 : 제2대 박재흥 이사장 취임
- 2020년 9월 1일 : 조상환 교장 취임
- 2022년 1월 4일 : 제32회 졸업식(졸업생수 276명, 졸업생 총수 13,735명)
- 2022년 3월 2일 : 제35회 입학식(248명)

## 참고 자료
- 대구동부고등학교 - 한국교육학술정보원 학교알리미